# NGC 6797
NGC 6797 é um sistema estelar triplo na direção da constelação de Sagittarius. O objeto foi descoberto pelo astrônomo Christian Peters em 1860, usando um telescópio refrator com abertura de 13,5 polegadas. 